# GQ 스타일
지큐 스타일(GQ Style)은 ‘콘데 나스트 퍼블리케이션즈’에서 연 2회 발간하는 프리미엄 패션 남자 잡지로, 계절별 유행과 패션 이슈를 다루는 바이애뉴얼 매거진이다. 현재 한국, 영국, 독일, 프랑스, 러시아, 중국, 6개 국에서 발행하고 있다.

## 역사
2002년 독일을 시작으로, 2004년 이탈리아, 2005년 영국, 2008년 러시아, 2010년 호주, 2011년 중국에서 지큐 스타일을 론칭했다. 한국판 지큐 스타일은 2012년 9월에 창간했다.

## 지큐 스타일 코리아
한국판 지큐 스타일(이하 지큐 스타일 코리아)은 두산매거진에서 2012년 9월, 2012-13 가을/겨울 이슈로 창간했다. 향후 매년 3월과 9월, 연 2회 발행될 예정이다. 지큐 스타일 코리아 창간호는 현재 세계적인 영향력을 지닌 패션 사진가, 모델, 스타일리스트, 칼럼리스트와의 작업을 통해 글로벌하고도 정교한 컨텐츠로 채웠다. 창간호는 이례적으로 전량 매진되었고, 2쇄를 발행했다.

## 같이 보기
- GQ